# ولاية الحسبة
ولاية الحسبة (بالإندونيسية: Wilayatul Hisbah) هي قوة تحت النظام تمثل الشرطة الدينية الإسلامية المسؤولة عن تطبيق الشريعة في منطقة آتشيه ذات الحكم الذاتي في إندونيسيا.

## خلفية
يتم تنظيم إجراءات العمل وسلطة ولاية الحسبة بناءً على قرار حاكم آتشيه في عام 2004، وبدأت هذه القوة العمل في عام 2005 مع 13 موظفًا، وفي عام 2009 كان عدد الموظفين الرسميين 62 موظفا بينهم 14 امرأة، ولكن القوة تتألف من 1.280 شخص، حيث أن هناك 400 موظف بعقد رسمي والباقين متطوعون. في تقرير هيئة العمل المسؤول أوضح حاكم آتشيه زيني عبد الله في عام 2011 أن ميزانية شرطة الخدمة المدنية وولاية الحسبة كانت 22.01 مليار روبية مع تحقيق نفقات بلغت 21.87 مليار روبية.
بناءً على اللوائح فإن سلطة ولاية الحصبة هي الإشراف والرقابة والتحقيق، وليس لديها سلطة الاعتقال والاحتجاز. القوات التي تساعد ولاية الحسبة هي شرطة الخدمة المدنية التي بإمكانها شن الغارات والمداهمات على الفور، وعلى وجه التحديد في وضع الخلوات، أي اجتماع اثنين غير منتميين للعائلة منفردين وذوي جنس مختلفين. يمكن الاحتجاز وتطبيق القانون على المخالفين لمدة تصل إلى 24 ساعة.